# Bieniądzice
Bieniądzice est une localité polonaise de la gmina et du powiat de Wieluń en voïvodie de Łódź.